# Cầu Krym
Cầu Krym, Cầu Kerch (tiếng Nga: Крымский мост, chuyển tự: Krymskiy most, IPA: [ˈkrɨmskʲij most], Керченский мост tr. Kerchensky most), hay còn gọi là Cầu Eo biển Kerch, là một cặp cầu song song nhau do Liên bang Nga xây dựng, nối liền Bán đảo Taman thuộc vùng Krasnodar Krai (Nga) và Bán đảo Kerch thuộc Krym. Hệ thống cầu bao gồm cả đường bộ và đường sắt. Với chiều dài 18,1 km (11,2 mi) đây là cây cầu dài nhất cả ở Nga lẫn châu Âu.
Kế hoạch để xây dựng cây cầu bắt đầu từ năm 2014, sau khi Nga sáp nhập Krym. Vào tháng 1 năm 2015, một hợp đồng trị giá nhiều tỷ đô la để xây dựng cây cầu đã được trao cho Tập đoàn SGM của Arkady Rotenberg. Cây cầu được động thổ vào tháng 5 năm 2015; phần đường bộ của cầu được thông xe vào ngày 16 tháng 5 năm 2018 còn phần đường sắt được dự kiến sẽ hoàn thành vào đầu năm 2019.
Cầu Krym trở thành tên gọi chính thức của cây cầu sau một cuộc bình chọn trên mạng Internet vào tháng 12 năm 2017. Tên gọi "Cầu Eo biển Kerch" nhận được số phiếu bình chọn nhiều thứ hai.

## Thiết kế

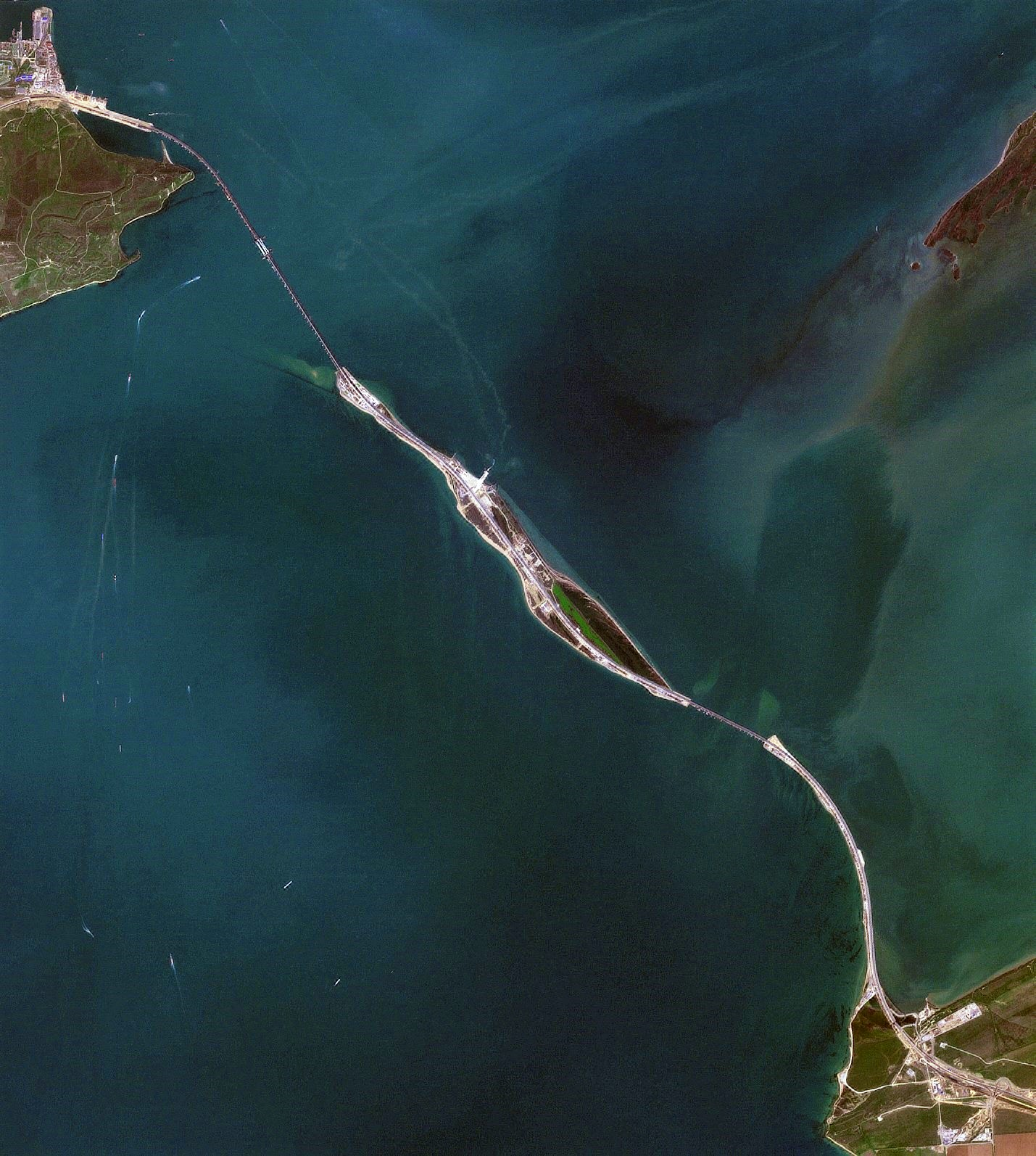
Hình ảnh cây cầu vào tháng 4 năm 2018

Dự thảo nghị quyết của chính phủ Nga ngày 1 tháng 9 năm 2014 đặt ra yêu cầu cho cây cầu phải bao gồm 4 làn xe cơ giới và một làn đường sắt kép.
Hình ảnh mô phỏng thiết kế của cây cầu được giới thiệu vào tháng 10 năm 2015 cho thấy nhiều yếu tố của cây cầu. Nó cho thấy hình ảnh cầu cao tốc mặt bằng chạy song song đường sắt kép rời. Nhịp chính của cầu bắt qua kênh vận tải đường thủy của Eo biển Kerch được đỡ bằng khung thép, rộng 227 m (745 ft) với chiều cao 35 m (115 ft) trên mặt nước biển để cho phép tàu thuyền đi qua. Cầu có ba nhịp: từ Bán đảo Taman đến Mũi Tuzla dài 7 km (4 mi); băng qua Đảo Tuzla dài 6,5 km (4,0 mi); và từ Đảo Tuzla đến Bán đảo Krym dài 5,5 km (3,4 mi) (dài tổng cộng 19 km (12 mi)).

## Quá trình xây dựng
Cầu được động thổ vào tháng 5 năm 2016. Khoảng 200 quả bom còn sót lại từ Thế chiến 2 đã được tìm thấy trong quá trình dọn dẹp khu vực trước khi xây dựng. Ba cây cầu tạm được xây dựng để hỗ trợ cho công trình. Đến tháng 10 năm 2015, cây cầu tạm đầu tiên, nối liền Đảo Tuzla và Bán đảo Taman, được xây xong. Hai khung đỡ bắt qua kênh đường thủy được đưa vào vị trí trong tháng 8 và tháng 10 năm 2017.
Vào tháng 10 năm 2017, Giám đốc Vệ binh Quốc gia Nga Viktor Zolotov thông báo thành lập một "lực lượng biển" trực thuộc Quân khu miền Nam để bảo vệ cây cầu.
Vào ngày 15 tháng 5 năm 2018, Tổng thống Putin đã đích thân lái dẫn dầu một đoàn xe băng qua cầu trong lễ hợp long. Cầu được sử dụng dân dụng từ ngày 16 tháng 5 năm 2018.

### Nghi vấn vi phạm các biện pháp trừng phạt của EU
Kể từ tháng 9 năm 2017, hai, và sau đó (vào đầu tháng 5 năm 2018) tổng cộng bảy công ty Hà Lan bị điều tra về nghi vấn luồn lách tránh né các biện pháp trừng phạt của EU. Các công ty bị cho là đã giao máy móc, linh kiện thiết bị và xe đẩy đặc biệt cho việc xây dựng cây cầu và đã thực hiện công tác bảo dưỡng trên các cơ sở hiện có. Các công ty châu Âu bị cấm cung cấp hàng hóa và dịch vụ cho Crimea vì các lệnh trừng phạt của EU.

## Phản ứng
Vào ngày 15 tháng 5 năm 2018, Cơ quan ngoại giao của Liên minh châu Âu lên án việc xây dựng và việc cho hoạt động một phần cầu và việc sáp nhập bất hợp pháp Crimea và Sevastopol của Nga. Bản tuyên bố nói rằng Liên bang Nga đã xây dựng cây cầu mà không có sự đồng ý của Ukraine và một lần nữa vi phạm chủ quyền và toàn vẹn lãnh thổ của Ukraine. Mục đích của việc xây dựng cây cầu là để tiếp tục tích hợp việc sáp nhập Crimea bất hợp pháp vào Nga và tách bán đảo ra khỏi Ukraine, nơi mà Crimea vẫn thuộc về. Cây cầu này cũng hạn chế việc đi lại của những chiếc tàu qua Eo biển Kerch tới các cảng Ukraina ở Biển Azov.
Ngoài những bối cảnh chính trị và việc hạn chế vận chuyển của tàu bè, chất lượng của cầu do việc xây dựng vội vàng cũng bị chỉ trích.

## Vụ nổ Cầu Krym 2022
Rạng sáng ngày 8 tháng 10 năm 2022, một vụ nổ đã xảy ra trên Cầu Krym, gây ra thiệt hại lớn. 7 toa chở nhiên liệu của đoàn tàu lửa chạy ngang bốc cháy gây cháy lớn, hai nửa cầu đường bộ bị sập.